# Tamaoki Shinya
Shinya Tamaoki (sinh ngày 8 tháng 10 năm 1988) là một cầu thủ bóng đá người Nhật Bản.

## Sự nghiệp câu lạc bộ
Shinya Tamaoki đã từng chơi cho Gamba Osaka.